# Attems
Gli Attems (Attimis in italiano) sono un'antica e illustre famiglia parlamentare friulana, che deteneva i titoli di principi (soltanto ad personam per Karl Michael von Attems e Ernst Amadeus Thomas von Attems), conti e baroni. La famiglia, dal nativo castello di Attimis, si diramava in Italia e in Austria in diversi ceppi, ciascuno intitolato a diversi feudi e domini posseduti. Sembra certo che il fondatore di essa sia Enrico, già marchese di Toscana, che nel febbraio 1170 fu nominato con il fratello Arpone tra i diaconi del patriarca di Aquileia Woldarico e da questo, nello stesso anno, gli fu conferito il castello di Attems o Attimis. Le linee principali di questa famiglia sono le seguenti: gli Attems del Tridente, ramificata negli Attems di Cividale (estinta); gli Attems di Udine; gli Attems di Santa Croce (Heiligenkreuz); gli Attems Petzenstein; gli Attems dell'Orso (estinta).

## Storia
Le probabili origini risalgono ai Conti di Monfort. Tale derivazione è stata manifestata da scrittori come Wolfgang Lazius (umanista austriaco), da antichi manoscritti della biblioteca dei principi Landi della Val di Taro, che contiene chiare storie riguardanti le famiglie più illustri dell'Italia settentrionale, e infine dalle antiche carte del prezioso deposito dell'archivio dei Conti di Attems, che più accuratamente confermano la loro provenienza dai Conti di Monfort. Da lì è anche possibile scorgere lo stemma della famiglia del Tridente, tipico dei Monfort, duchi di Franconia.  Enrico, figlio di Rodolfo, conte di Bregenz e Monfort, partecipò alle guerre d'Italia guidate da Federico I, imperatore del Sacro Romano Impero. I figli di Rodolfo, Enrico e Arbeno (indubbi ascendenti degli odierni Attems del Tridente), furono vicini al patriarca Vodalrico, che fu quindi fraterno con l'imperatore Federico sia nell'amicizia che nel sangue.
Nel 1387 la famiglia fu alleata, come molte altre, dei Conti da Camino e dei Principi Da Carrara. La famiglia assunse il capitano di ventura Bello di Portogallo e i suoi mercenari, i quali, attendendo un compenso per il loro servizio, presero in garanzia il Castello inferiore di Attimis. Il 10 febbraio 1387 questi pagamenti furono saldati e la rocca tornò ai legittimi proprietari. Nello stesso anno Udine inviò ad Attimis cannoni e diversi strumenti militari volti alla difesa della rocca inferiore, che la resero tra le prime in Italia a possedere tali armi.
Dopo la conquista del Friuli da parte della Repubblica di Venezia e l'incorporazione nei Domini di Terraferma nel 1433, una parte della famiglia rimase ad Attimis, mentre Federico d'Attems (1447–1521) si trasferì a Gorizia, dove nel 1473 divenne cancelliere dell'ultimo conte Leonardo. Quando la linea comitale si estinse nel 1500, Federico venne confermato in quell'ufficio (conte) dall'imperatore Massimiliano I e nel 1506 fu nominato anche governatore della Gorizia a nome degli arciduchi dell'Austria Interiore.
Gli eredi di Federico si divisero nei rami cadetti di "Heiligenkreuz" (dalla località slovena di Santa Croce) e "Petzenstein" (dalla località slovena di Peče). Da allora la famiglia Attems svolse un ruolo importante nella monarchia asburgica: entrambe le linee furono elevate al rango di baroni (Freiherren) nel 1605 e ricevettero il titolo di conti del Sacro Romano Impero (Reichsgrafen) nel 1630 (Heiligenkreuz) e nel 1653 (Petzenstein).

## Esponenti illustri

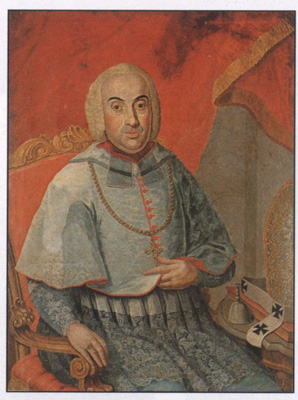
Karl Michael von Attems

- Ernst Amadeus Thomas von Attems (1694–1757), vescovo di Lubiana e principe del Sacro Romano Impero
- Karl Michael von Attems (1711-1774), arcivescovo di Gorizia e principe del Sacro Romano Impero
- Ferdinand von Attems (1746-1820), conte governatore della Stiria, barone di Sveti Križ (Heiligenkreuz/Santa Croce)
- Ignazio Maria Attems (1774–1861), governatore della Stiria, barone di Sveti Križ
- Joseph Oswald von Attems (1679–1744), vescovo di Lavant
- Edmund von Attems (1847 -1929), politico, governatore della Stiria (1893–1896 e 1897–1918)
- Ottokar Maria von Attems (1815-1867), vescovo di Seckau
- Anton Attems (1834–1891), conte e politico austriaco
- Mario von Attems, governatore della Dalmazia (1911–1918)

## Proprietà storiche degne di nota

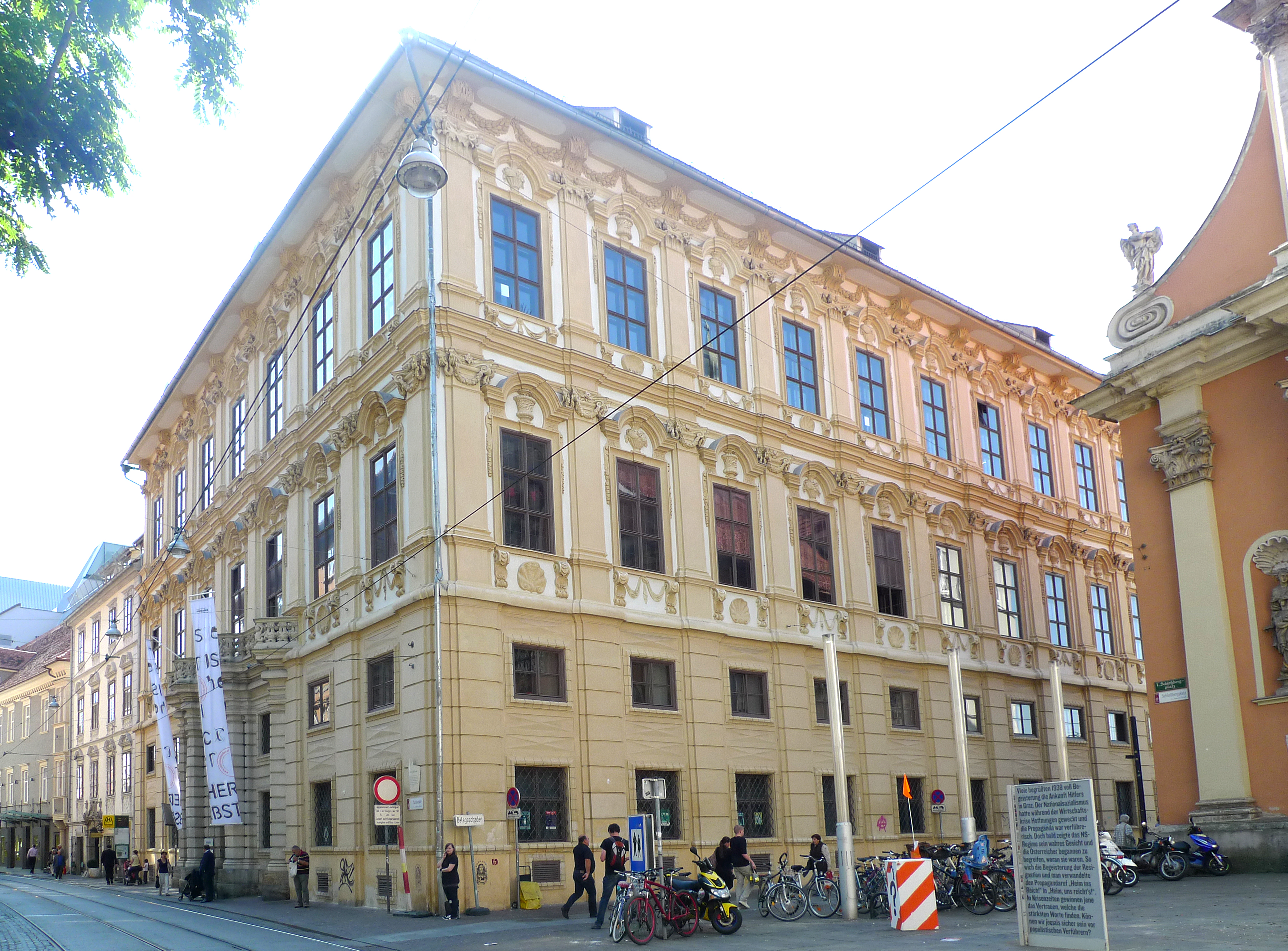
Palazzo Attems a Graz

- Palazzo Attems Petzenstein a Gorizia
- Palazzo Attems Santa Croce a Gorizia
- Villa Attems a Lucinico
- Palazzo Attems a Graz
- Palazzo Attems a Gösting
- Palazzo Attems a Dornava
- Palazzo Attems-Gilleis a Vienna
- Villa Attems-Gilleis a Baden bei Wien
- Castello di Therasburg in Bassa Austria
- Palazzo Attems a Kindberg in Stiria